# NEdit
NEdit (signifiant the Nirvana editor en anglais) est un éditeur de texte et de code source pour l'environnement graphique X Window. Il propose une interface similaire aux éditeurs de texte sur Microsoft Windows et Macintosh, à la différence des plus anciens éditeurs UNIX, comme vi et Emacs.

## Utilisation
Nedit a une interface graphique commandée par la souris avec des menus déroulants pour l'aide en ligne, les opérations sur les fichiers, la recherche/remplacement utilisant des expression régulières, et la configuration de l'application. Pour les programmeurs, Nedit permet d'indenter des blocs de texte, de rechercher la parenthèse ouvrante associée à une parenthèse fermante, et de coloriser les mots-clés du langage de programmation. Par défaut, Nedit peut coloriser les mots-clés des langages C,C++, Java, Ada, FORTRAN, Pascal, Yacc, Perl, Python, Tcl, Csh, Awk,HTML, LaTeX, VHDL, Verilog. Les fichers .patspermettent de définir les règles de colorisation pour d'autres langages. L'éditeur est aussi extensible par des macros.

## Histoire
Nedit a été écrit par  Tony Balinski, Arne Førlie, Nathaniel Gray, Eddy De Greef, Thorsten Haude, Andrew Hood, Scott Tringali, TK Soh, Mark Edel,Joy Kyriakopulos, Christopher Conrad, Jim Clark, Arnulfo Zepeda-Navratil,Suresh Ravoor, Max Vohlken, Yunliang Yu, Donna Reid, Steve Haehn, Steve LoBasso and Alexander Mai.
Développé au départ au Fermi National Accelerator Laboratory, il faisait partie d'un ensemble de logiciels appelé Nirvana Tools comprenant outre NEdit, Histo-scope (pour tracer des histogrammes, NPlot pour tracer des graphes à partir de fichiers texte, et Visajet pour interagir avec des simulations Monte-Carlo. Ces différents logiciels sous Unix utilisaient la bibliothèque Motif. NEdit était compatible avec l'encodage ISO/CEI 8859-1. 

#### Versions successives
- 4.0.2 1997
- 4.0.3
- 5.0.1
- 5.4 Février 2004
- 5.5, Octobre 2004
- 5.6 Décembre 2014
- 5.7 Février 2017

#### Versions dérivées
Une version améliorée, utilisant l'encodage UTF-8, appelée XNEdit est developpée par Olaf Wintermann.
Une autre version, nedit-ng, utilise la bibliothèque Qt à la place de Motif.